# Adonisea terrifica
Adonisea terrifica är en fjärilsart som beskrevs av Barnes och Mcdunnough 1918. Adonisea terrifica ingår i släktet Adonisea och familjen nattflyn. Inga underarter finns listade i Catalogue of Life.